# Índice Biótico de Familias
El Índice Biótico de Hilsenhoff (HBI) es un método cuantitativo de evaluación de la abundancia de la fauna de artrópodos en ecosistemas de arroyos como medida de estimación de la calidad del agua basada en las tolerancias predeterminadas a la contaminación de los taxones observados. Este índice biótico fue creado por William Hilsenhoff en 1977 para medir los efectos del agotamiento del oxígeno en los arroyos de Wisconsin como consecuencia de la contaminación orgánica o por nutrientes.

## Cálculo del HBI
La muestra recogida debe contener más de 100 artrópodos. Se asigna un valor de tolerancia de 0 a 10 a cada especie de artrópodo (o género) basándose en su prevalencia conocida en hábitats de arroyos con diferentes estados de contaminación por detritus. Una especie muy tolerante recibiría un valor de 10, mientras que una especie recogida únicamente en arroyos inalterados con una alta calidad del agua recibiría un valor de 0. La suma productos del número de individuos de cada especie (o género) multiplicada por la tolerancia de la especie se divide por el número total de ejemplares de la muestra para determinar el valor HBI.
{\displaystyle HBI={\frac {\Sigma (n_{i}a_{i})}{N}}};
donde n = número de especímenes en los taxones; a = valor de tolerancia de los taxones; N = número total de especímenes en la muestra.
Deben tomarse precauciones para tener en cuenta factor de confusión, como los efectos de la sobreabundancia de especies dominantes, el estrés estacional por temperatura, y las corrientes de agua. Se ha demostrado que limitar la recolección de individuos de cada especie a un máximo de 10 (10-Max BI) minimiza los efectos de estos fenómenos sobre el BI Verdadero.
A continuación, el índice biótico se clasifica en función de la calidad del agua y el grado de contaminación orgánica, de la siguiente manera:
| Índice biótico | Calidad del agua | Grado de contaminación orgánica       |
| -------------- | ---------------- | ------------------------------------- |
| 0.00 - 3.50    | Excelente        | Sin contaminación orgánica aparente   |
| 3.51 - 4.50    | Muy bueno        | Posible contaminación orgánica leve   |
| 4.51 - 5.50    | Bueno            | Algo de contaminación orgánica        |
| 5.51 - 6.50    | Regular          | Bastante contaminación orgánica       |
| 6.51 - 7.50    | Bastante pobre   | Contaminación orgánica significativa  |
| 7.51 - 8.50    | Pobre            | Contaminación orgánica muy importante |
| 8.51 - 10.00   | Muy pobre        | Contaminación orgánica severa         |